# Рибейран-Пирис
Рибейран-Пирис (порт. Ribeirão Pires)  —  муниципалитет в Бразилии, входит в штат Сан-Паулу. Составная часть мезорегиона Агломерация Сан-Паулу. Находится в составе крупной городской агломерации Агломерация Сан-Паулу. Входит в экономико-статистический  микрорегион Сан-Паулу. Население составляет 118 864 человека на 2006 год. Занимает площадь 99,175 км². Плотность населения — 1.198,5 чел./км².
Праздник города —  19 марта.

## История
Город основан в 1953 году.

## Статистика
- Валовой внутренний продукт на 2003 составляет 655.152.892,00 реалов (данные: Бразильский институт географии и статистики).
- Валовой внутренний продукт на душу населения на 2003 составляет 5.834,99 реалов (данные: Бразильский институт географии и статистики).
- Индекс развития человеческого потенциала на 2000 составляет 0,807 ▲ (данные: Программа развития ООН).

## География
Климат местности: субтропический.